# Středomoravský župní přebor 1992/1993
V soubojích 5. ročníku Středomoravského župního přeboru 1992/93 (jedna ze skupin 5. fotbalové ligy) se utkalo 14 týmů každý s každým dvoukolovým systémem podzim–jaro. Tento ročník začal v srpnu 1992 a skončil v květnu 1993.
Jednalo se o poslední ročník v rámci Československa, sestupovalo jen jedno mužstvo. Od sezony 1993/94 (1. v rámci samostatné ČR) se počet účastníků rozrostl na 16.

## Nové týmy v sezoně 1992/93
- Z Divize D 1991/92 ani Divize E 1991/92 nesestoupilo do Středomoravského župního přeboru žádné mužstvo.
- Ze skupin I. A třídy Středomoravské župy 1991/92 postoupila mužstva FC Viktoria Otrokovice (vítěz skupiny A) a TJ Slavoj Morkovice (vítěz skupiny B).[2]

## Konečná tabulka
Zdroj: 
| Poř. | Tým                          | Z  | V  | R | P  | VG | OG | B  |
| ---- | ---------------------------- | -- | -- | - | -- | -- | -- | -- |
| 1.   | TJ Zbrojovka Vsetín          | 26 | 17 | 6 | 3  | 51 | 21 | 40 |
| 2.   | TJ DAK MOVA Bratislava       | 26 | 19 | 5 | 2  | 90 | 15 | 39 |
| 3.   | TJ Sokol Trnava              | 26 | 12 | 9 | 5  | 48 | 39 | 33 |
| 4.   | TJ Slavoj Morkovice (N)      | 26 | 13 | 4 | 9  | 44 | 36 | 30 |
| 5.   | FC Viktoria Otrokovice (N)   | 26 | 12 | 5 | 9  | 48 | 32 | 29 |
| 6.   | TJ Vigantice                 | 26 | 12 | 4 | 10 | 54 | 44 | 28 |
| 7.   | TJ MEZ Vsetín                | 26 | 10 | 4 | 12 | 45 | 40 | 24 |
| 8.   | TJ Štítná nad Vláří          | 26 | 10 | 4 | 12 | 42 | 40 | 24 |
| 9.   | VTJ Sigma Hodonín „B“        | 26 | 9  | 3 | 14 | 30 | 52 | 21 |
| 10.  | TJ Spartak MEZ Brumov        | 26 | 8  | 4 | 14 | 32 | 63 | 20 |
| 11.  | TJ Sokol Újezdec-Těšov       | 26 | 7  | 5 | 14 | 33 | 52 | 19 |
| 12.  | TJ Start Stavba Vsetín-Lhota | 26 | 5  | 8 | 13 | 27 | 54 | 18 |
| 13.  | TJ Tatran Janová             | 26 | 7  | 4 | 15 | 35 | 62 | 18 |
| 14.  | TJ Gumárny Zubří             | 26 | 6  | 5 | 15 | 34 | 63 | 17 |

Poznámky:
- Z = Odehrané zápasy; V = Vítězství; R = Remízy; P = Prohry; VG = Vstřelené góly; OG = Obdržené góly; B = Body; (S) = Mužstvo sestoupivší z vyšší soutěže; (N) = Mužstvo postoupivší z nižší soutěže (nováček)
- Mužstvu TJ DAK MOVA Bratislava byly odečteny 4 body.[3]

|  | Postup do Divize D 1993/94                               |
|  | Prodej licence mužstvu FK VTJ PARES Prušánky             |
|  | Sestup do I. A třídy Středomoravské župy – sk. A 1993/94 |